# Visages d'enfants
Visages d'enfants è un film muto del 1925, diretto da Jacques Feyder
Protagonista della storia è l'attore bambino Jean Forest, "scoperto" sulle strade di Montmartre dal regista Jacques Feyder e già segnalatosi all'attenzione del pubblico e della critica per la sua interpretazione nel film Crainquebille, diretto nel 1922 dalla stesso regista.
Il film è uno degli esempi migliori di realismo nel cinema muto, per la sua attenzione alla psicologia del piccolo protagonista e l'ambientazione sulle montagne svizzere, con spettacolari riprese in loco.
Per quanto il film non ebbe alla botteghino il successo sperato, fu subito osannato dalla critica come un capolavoro.. Distribuito ampiamente anche fuori dei confini francese, fu designato dalla stampa internazionale in Giappone come il miglior film europeo del 1926.
Per Jean Forest fu un'altra tappa importante nella sua carriera di attore bambino che avrebbe poi trovato consacrazione anche da parte del pubblico con il successivo film di Feyder, Gribiche (1926).
Il film fu girato negli esterni in Svizzera nell'estate del 1923 nell'Haut-Valais e nel villaggio di Grimentz, e quindi completato negli interni nell'autunno dello stesso anno negli studi parigini. Una serie di difficoltà tecniche per il montaggio e controversie con la casa distributrice ritardarono l'uscita del film fino al gennaio del 1925.

## Trama
Un ragazzino svizzero, Jean Amsler, è inconsolabile alla morte della madre. Anche suo padre è in lutto, ma dopo qualche tempo decide di risposarsi con una donna anch'essa vedova con una figlia. Né il padre né la matrigna comprendono la profondità del dolore di Jean, o la ferita che i vari cambiamenti nella vita della famiglia gli stanno causando. Il suo disagio sfocia in particolare in un forte risentimento verso la sorellastra, che si traduce in una serie continua di dispetti nei suoi confronti. In seguito ad uno di essi, la sorellastra, uscita da sola di notte in cerca della bambola che Jean le ha sottratta, è creduta morta per la caduta di una valanga. Il rimorso di Jean si scontra con il silenzio e il disprezzo dei suoi genitori. Alla fine, sentendosi non amato e rifiutato e credendosi colpevole della morte della sorellastra (che invece sarà ritrovata sana e salva), Jean decide di scappare e di togliersi la vita buttandosi nelle acque gelide di un torrente. Ma la matrigna lo ha seguito e non esita a gettarsi in acqua per salvarlo. Il bambino ha trovato finalmente la sua nuova madre e la matrigna un nuovo figlio.

## Produzione
Il film fu prodotto in Francia da Films A. Legrand.

## Distribuzione
Distribuito da Pathé, il film uscì nelle sale cinematografiche francesi il 24 gennaio 1925 e quindi il 29 giugno  1926 negli Stati Uniti con il titolo Mother, grazie a Film Arts Guild.

## Preservazione
In seguito allo scarso successo commerciale, il negativo del film andò perduto e del film rimasero disponibili solo alcune copie di scarsa qualità. Nel 1986 la Cinémathèque royale de Belgique realizzò un primo restauro della pellicola usando materiale conservato a Bruxelles, Amsterdam e Losanna, insieme ad alcuni materiali già restaurati dalla Cinémathèque française. Questa versione mancava di didascalie e colorazioni. Nel 1993 le cineteche belghe e francesi furono assistite da Gosfilmofond (Mosca) e Nederlands Filmmuseum (Amsterdam) in un nuovo restauro che ha restituito le colorazioni originarie. Nel 2004-2005 Lobster Films (Parigi) ha completato un nuovo restauro utilizzando la tecnologia digitale per ridurre macchie e segni nelle immagini e sono stati ripristinati i sottotitoli originali in francese. Una nuova partitura (per ottetto) è stata composta da Antonio Coppola. Il film così ricostruito fu distribuito in DVD da Home Vision Entertainment nel 2006.